# Maximilien de Luzzara
Maximilien de Gonzague de Luzzara (Luzzara, 1513 – Luzzara, 4 mars 1578) est un noble italien.

## Biographie
Maximilien est le fils aîné de Jean-François de Luzzara et Laura Pallavicino.
Le 11 octobre 1524, Maximilien de Gonzague obtient le fief de Luzzara par l'abdication de son père, mais il est engagé avec son frère Rodolphe de Luzzara, dans un différend de trente ans.
Un procès est intenté à Maximilien pour le forcer à vendre son fief en 1557 au duc de Mantoue Guillaume de Mantoue, qui cherche à étendre les frontières de l'état. La famille de Maximilien résiste, et il regagne ses terres, quelques années plus tard.
En 1548, il épouse Catherine Colonna, la fille de Prospero Colonna, troisième duc de Marsi et Giulia Colonna des seigneurs de Palestrina.
À sa mort en 1578, l'administration des domaines passe à son épouse.

## Descendance
Maximilien et Catherine ont quatre enfants:
- Elizabeth, épouse de Théodore Thiene
- Éléonore, mariée à Paolo Emilio Martinengo seigneur de Urago, Orzinuovi et Roccafranca
- Prosper de Luzzara (1543-1614), héritier et successeur comme marquis de Luzzara
- Marc-Antoine de Luzzara (it) (?-1592), évêque de Casale.
- Laura, mariée à Paolo Emilio Martinengo seigneur de Urago, Orzinuovi et Roccafranca